# Rigny-le-Ferron
Rigny-le-Ferron és un municipi francès situat al departament de l'Aube i a la regió del Gran Est. L'any 2007 tenia 369 habitants.

## Demografia

### Població
El 2007 la població de fet de Rigny-le-Ferron era de 369 persones. Hi havia 171 famílies de les quals 62 eren unipersonals (23 homes vivint sols i 39 dones vivint soles), 66 parelles sense fills i 43 parelles amb fills.
La població ha evolucionat segons el següent gràfic:
Habitants censats

### Habitatges
El 2007 hi havia 264 habitatges, 169 eren l'habitatge principal de la família, 76 eren segones residències i 19 estaven desocupats. 259 eren cases i 5 eren apartaments. Dels 169 habitatges principals, 142 estaven ocupats pels seus propietaris, 21 estaven llogats i ocupats pels llogaters i 6 estaven cedits a títol gratuït; 12 tenien dues cambres, 30 en tenien tres, 40 en tenien quatre i 87 en tenien cinc o més. 73 habitatges disposaven pel capbaix d'una plaça de pàrquing. A 71 habitatges hi havia un automòbil i a 74 n'hi havia dos o més.

### Piràmide de població
La piràmide de població per edats i sexe el 2009 era:
| Homes | Edats   | Dones |
| ----- | ------- | ----- |
| 0     | 95 o +  | 0     |
| 0     | 90 a 94 | 0     |
| 0     | 85 a 89 | 0     |
| 0     | 80 a 84 | 4     |
| 8     | 75 a 79 | 8     |
| 4     | 70 a 74 | 8     |
| 24    | 65 a 69 | 20    |
| 20    | 60 a 64 | 20    |
| 4     | 55 a 59 | 4     |
| 16    | 50 a 54 | 12    |
| 16    | 45 a 49 | 12    |
| 16    | 40 a 44 | 12    |
| 4     | 35 a 39 | 20    |
| 4     | 30 a 34 | 4     |
| 8     | 25 a 29 | 4     |
| 0     | 20 a 24 | 8     |
| 16    | 15 a 19 | 28    |
| 4     | 10 a 14 | 16    |
| 12    | 5 a 9   | 12    |
| 24    | 0 a 4   | 20    |

## Economia
El 2007 la població en edat de treballar era de 207 persones, 132 eren actives i 75 eren inactives. De les 132 persones actives 112 estaven ocupades (65 homes i 47 dones) i 20 estaven aturades (11 homes i 9 dones). De les 75 persones inactives 29 estaven jubilades, 17 estaven estudiant i 29 estaven classificades com a «altres inactius».

### Ingressos
El 2009 a Rigny-le-Ferron hi havia 169 unitats fiscals que integraven 387 persones, la mediana anual d'ingressos fiscals per persona era de 15.931 €.

### Activitats econòmiques
Dels 15 establiments que hi havia el 2007, 1 era d'una empresa alimentària, 2 d'empreses de fabricació d'altres productes industrials, 1 d'una empresa de construcció, 4 d'empreses de comerç i reparació d'automòbils, 2 d'empreses d'hostatgeria i restauració, 1 d'una empresa d'informació i comunicació, 3 d'empreses de serveis i 1 d'una empresa classificada com a «altres activitats de serveis».
Dels 3 establiments de servei als particulars que hi havia el 2009, 1 era un taller de reparació d'automòbils i de material agrícola, 1 lampisteria i 1 restaurant.
Dels 2 establiments comercials que hi havia el 2009, 1 era una botiga de menys de 120 m² i 1 una fleca.
L'any 2000 a Rigny-le-Ferron hi havia 11 explotacions agrícoles que ocupaven un total de 1.364 hectàrees.

## Equipaments sanitaris i escolars
El 2009 hi havia una escola elemental integrada dins d'un grup escolar amb les comunes properes formant una escola dispersa.

## Poblacions més properes
El següent diagrama mostra les poblacions més properes.